# Chrášťany (Wüstung)
Chrášťany ist eine Wüstung auf dem Gebiet der Stadt Kolín im Okres Kolín, Tschechien. 

## Lage
Die Wüstung Chrášťany befindet sich westlich von Tři Dvory auf halbem Wege nach Zálabí am Hang des Na Vinici (248 m n.m.) über einen Altarm der Elbe.

## Geschichte
Die erste urkundliche Erwähnung von Chrášťany erfolgte im Jahre 1273 zusammen mit Břežany, Ovčáry und Heindrichov in einer Schutzurkunde des Papstes Gregor X. für die Dörfer des Klosters Strahov. Im Strahover Urbar von 1410 sind für Chrášťany sechs von der Robot befreite Bauern aufgeführt. Das Dorf umfasste acht Huben Ackerland. Als zu Beginn der Hussitenkriege ein ungarisches Söldnerheer König Sigismunds Ende 1420 die Gegend nördlich von Kolín verwüstete, erlosch Chrášťany. 
Die Flur wird heute Na Chrástku genannt.